# 4zida
Шаблон:Инфокутија вебсајт
4zida је онлајн платформа специјализована за оглашавање некретнина у Србији. Део је Инспира групе, једне од највећих интернет пословних групација у земљи. Седиште компаније налази се у Суботици, а платформа је покренута 2011. године.

## Историја
Платформа је основана са циљем да омогући брзо и прегледно оглашавање и претрагу некретнина на српском тржишту. Током година, 4zida је постала лидер по броју огласа за продају некретнина у Београду и свим већим градовима (Ниш, Нови Сад, Крагујевац и Суботица), као и једна од најпосећенијих платформи у Србији за продају и издавање станова, кућа и пословних простора. На веб порталу 4zida оглашавају се физичка лица, агенције за некретнине, инвеститори и правна лица.
Према подацима из 2025. године, сајт бележи више од милион корисника месечно, 80.000 активних огласа и око 250 пројеката новоградње.

## Функционалности
Осим основне понуде огласа, 4zida корисницима пружа бесплатне додатне алате и информације као што су:
- приказ кретања просечних цена некретнина[1]
- процена вредности некретнине
- калкулатори за стамбене и кеш кредите
- едукативни водичи за продају, куповину, изнајмљивање и издавање
- савети правника

Платформа континуирано истражује потребе тржишта и уводи нове функционалности, укључујући, између осталог, AI алат за напредну претрагу некретнина, претрагу по удаљености и story приказ огласа.

## Утицај и тржишна позиција
4zida се истиче као један од најважнијих играча на тржишту оглашавања некретнина у региону централне и источне Европе. Захваљујући великом броју корисника и широкој понуди, платформа има значајан утицај на тржишне трендове, укључујући транспарентност цена и доступност информација.